# Paris-Camembert 2025
La 86e édition de Paris-Camembert a eu lieu le 2 avril 2025. Cette course cycliste d'un jour fait partie du calendrier UCI Europe Tour 2025 en catégorie 1.1 (troisième niveau mondial).

## Présentation

### Parcours
Le long d'un parcours de 209 km, au départ fictif à Magnanville, et au départ réel à Longnes, la course empruntera notamment 4 cotes importantes : côte de l'angleterre, longue d'1,4km, à 5,7 % de moyenne, la cavée des crouttes, longue de 700 m, ayant un % à 11,7 de moyenne, le mur des champeaux, cote de 800 m à 8,5 % en moyenne, puis la butte des fondits, montée d'un km, à 10,5 %. L'arrivée sera jugé à Livarot.

### Équipes
| WorldTeams (5)- Arkéa-B&B Hotels - Cofidis - Decathlon AG2R La Mondiale Team - Groupama-FDJ - Intermarché-Wanty ProTeams (10)- Caja Rural-Seguros RGA - Equipo Kern Pharma - Euskaltel-Euskadi - Team Novo Nordisk - Team TotalEnergies - Unibet Tietema Rockets - Uno-X Mobility - VF Group-Bardiani CSF-Faizanè - Wagner Bazin WB - VF Group-Bardiani CSF-Faizanè Équipes continentales (4)- CIC U Nantes - Nice Métropole Côte d'Azur - Van Rysel-Roubaix - Saint Michel-Preference Home-Auber 93 |
| |

## Classement de la course
| \| Classement général \| Classement général \| Classement général \| Classement général \| Classement général \| \| Coureur \| Coureur \| Pays \| Équipe \| Temps \| \| ------------------ \| ---------------------- \| ------------------ \| -------------------------- \| ------------------ \| \| 1er \| Lander Loockx \| Belgique \| Unibet Tietema Rockets \| 4 h 14 min 59 s \| \| 2e \| Paul Seixas \| France \| Decathlon-AG2R La Mondiale \| + 0 s \| \| 3e \| Louis Barré \| France \| Intermarché-Wanty \| + 0 s \| \| 4e \| Ewen Costiou \| France \| Arkéa-B&B Hotels \| + 0 s \| \| 5e \| Léo Bisiaux \| France \| Decathlon-AG2R La Mondiale \| + 0 s \| \| 6e \| Thibaud Gruel \| France \| Groupama-FDJ \| + 44 s \| \| 7e \| Matyáš Kopecký \| Tchéquie \| Team Novo Nordisk \| + 56 s \| \| 8e \| Sakarias Koller Løland \| Norvège \| Uno-X Mobility \| + 56 s \| \| 9e \| Benjamin Thomas \| France \| Cofidis \| + 56 s \| \| 10e \| Sandy Dujardin \| France \| Team TotalEnergies \| + 56 s \| |                        |          |                            |                 |
| |                        |          |                            |                 |
| Source : ProCyclingStats |                        |          |                            |                 |
| Classement général |                        |          |                            |                 |
| Coureur | Coureur                | Pays     | Équipe                     | Temps           |
| 1er | Lander Loockx          | Belgique | Unibet Tietema Rockets     | 4 h 14 min 59 s |
| 2e | Paul Seixas            | France   | Decathlon-AG2R La Mondiale | + 0 s           |
| 3e | Louis Barré            | France   | Intermarché-Wanty          | + 0 s           |
| 4e | Ewen Costiou           | France   | Arkéa-B&B Hotels           | + 0 s           |
| 5e | Léo Bisiaux            | France   | Decathlon-AG2R La Mondiale | + 0 s           |
| 6e | Thibaud Gruel          | France   | Groupama-FDJ               | + 44 s          |
| 7e | Matyáš Kopecký         | Tchéquie | Team Novo Nordisk          | + 56 s          |
| 8e | Sakarias Koller Løland | Norvège  | Uno-X Mobility             | + 56 s          |
| 9e | Benjamin Thomas        | France   | Cofidis                    | + 56 s          |
| 10e | Sandy Dujardin         | France   | Team TotalEnergies         | + 56 s          |

## Liste des participants
| Légende | Légende                                                                    | Légende | Légende                                                    |
| ------- | -------------------------------------------------------------------------- | ------- | ---------------------------------------------------------- |
| Num     | Dossard de départ porté par le coureur sur Paris-Camembert                 | Pos     | Position à l'arrivée de la course                          |
|         | Indique un maillot de champion national ou mondial, suivi de sa spécialité | NP      | Indique un coureur qui n'a pas pris le départ de la course |
| AB      | Indique un coureur qui n'a pas terminé la course                           | HD      | Indique un coureur qui a terminé la course hors des délais |
| DSQ     | Indique un coureur qui a été disqualifié de la course                      |         |                                                            |

| Decathlon-AG2R La Mondiale DAT | Decathlon-AG2R La Mondiale DAT | Decathlon-AG2R La Mondiale DAT |
| ------------------------------ | ------------------------------ | ------------------------------ |
| Num                            | Coureur                        | Pos                            |
| 1                              | Léo Bisiaux (FRA)              | 5e                             |
| 2                              | Louic Boussemaere (BEL)        | AB                             |
| 3                              | Noa Isidore (FRA)              | 49e                            |
| 4                              | Jordan Labrosse (FRA)          | AB                             |
| 5                              | Nans Peters (FRA)              | 50e                            |
| 6                              | Paul Seixas (FRA)              | 2e                             |
| 7                              | Aubin Sparfel (FRA)            | 24e                            |

| Euskaltel-Euskadi EUS | Euskaltel-Euskadi EUS    | Euskaltel-Euskadi EUS |
| --------------------- | ------------------------ | --------------------- |
| Num                   | Coureur                  | Pos                   |
| 11                    | Xabier Isasa (ESP)       | 74e                   |
| 12                    | Paul Hennequin (FRA)     | AB                    |
| 13                    | Unai Zubeldia (ESP)      | 65e                   |
| 14                    | Danny van der Tuuk (POL) | 71e                   |
| 15                    | Iker Mintegi (ESP)       | 20e                   |
| 16                    | Ander Ganzabal (ESP)     | 40e                   |

| Nice Métropole Côte d'Azur NMC | Nice Métropole Côte d'Azur NMC | Nice Métropole Côte d'Azur NMC |
| ------------------------------ | ------------------------------ | ------------------------------ |
| Num                            | Coureur                        | Pos                            |
| 21                             | Andrei Carbunarea (ROU)        | AB                             |
| 22                             | Damien Girard (FRA)            | 67e                            |
| 23                             | Andrea Mifsud                  | 33e                            |
| 25                             | Alexander Konijn (NED)         | 63e                            |
| 26                             | Axel Narbonne-Zuccarelli (FRA) | 60e                            |
| 27                             | Carter Guichard (NZL)          | AB                             |

| Intermarché-Wanty IWA | Intermarché-Wanty IWA   | Intermarché-Wanty IWA |
| --------------------- | ----------------------- | --------------------- |
| Num                   | Coureur                 | Pos                   |
| 31                    | Louis Barré (FRA)       | 3e                    |
| 32                    | Francesco Busatto (ITA) | 43e                   |
| 33                    | Simone Gualdi (ITA)     | 27e                   |
| 34                    | Victor Hannes (BEL)     | 72e                   |
| 35                    | Gerben Kuypers (BEL)    | 94e                   |
| 36                    | Luca Van Boven (BEL)    | 53e                   |
| 37                    | Lorenzo Rota (ITA)      | 23e                   |

| Team TotalEnergies TEN | Team TotalEnergies TEN   | Team TotalEnergies TEN |
| ---------------------- | ------------------------ | ---------------------- |
| Num                    | Coureur                  | Pos                    |
| 41                     | Alexys Brunel (FRA)      | 42e                    |
| 42                     | Joris Delbove (FRA)      | 34e                    |
| 43                     | Alexandre Delettre (FRA) | 28e                    |
| 44                     | Sandy Dujardin (FRA)     | 10e                    |
| 45                     | Rayan Boulahoite (FRA)   | AB                     |
| 46                     | Nicola Marcerou (FRA)    | AB                     |
| 47                     | Geoffrey Soupe (FRA)     | 85e                    |

| Groupama-FDJ GFC | Groupama-FDJ GFC                | Groupama-FDJ GFC |
| ---------------- | ------------------------------- | ---------------- |
| Num              | Coureur                         | Pos              |
| 51               | Rémi Cavagna (FRA)              | 44e              |
| 52               | Thibaud Gruel (FRA)             | 6e               |
| 53               | Guillaume Martin-Guyonnet (FRA) | 52e              |
| 54               | Eliott Boulet (FRA)             | 88e              |
| 55               | Maximilian Cushway (FRA)        | AB               |
| 56               | Maxime Decomble (FRA)           | 31e              |
| 57               | Baptiste Grégoire (FRA)         | 66e              |

| VF Group-Bardiani CSF-Faizanè VBF | VF Group-Bardiani CSF-Faizanè VBF | VF Group-Bardiani CSF-Faizanè VBF |
| --------------------------------- | --------------------------------- | --------------------------------- |
| Num                               | Coureur                           | Pos                               |
| 61                                | Federico Biagini (ITA)            | 77e                               |
| 62                                | Luca Colnaghi (ITA)               | 89e                               |
| 63                                | Lorenzo Conforti (ITA)            | 76e                               |
| 64                                | Filippo Fiorelli (ITA)            | 21e                               |
| 65                                | Filippo Magli (ITA)               | 30e                               |
| 67                                | Enrico Zanoncello (ITA)           | 17e                               |

| Caja Rural-Seguros RGA CJR | Caja Rural-Seguros RGA CJR | Caja Rural-Seguros RGA CJR |
| -------------------------- | -------------------------- | -------------------------- |
| Num                        | Coureur                    | Pos                        |
| 71                         | Eduard Prades (ESP)        | 57e                        |
| 72                         | Sergi Darder (ESP)         | AB                         |
| 73                         | Álex Díaz (ESP)            | 41e                        |
| 74                         | Javier Ibáñez (ESP)        | 78e                        |
| 75                         | Joseba López (ESP)         | 68e                        |
| 76                         | Iúri Leitão (POR)          | AB                         |
| 77                         | Francisco Peñuela (VEN)    | 46e                        |

| Cofidis COF | Cofidis COF                | Cofidis COF |
| ----------- | -------------------------- | ----------- |
| Num         | Coureur                    | Pos         |
| 81          | Benjamin Thomas (FRA)      | 9e          |
| 82          | Valentin Ferron (FRA)      | 29e         |
| 83          | Nicolas Debeaumarché (FRA) | 86e         |
| 84          | Oliver Knight (GBR)        | AB          |
| 85          | Paul Ourselin (FRA)        | 59e         |
| 86          | Anthony Perez (FRA)        | 45e         |

| Wagner Bazin WB WB2 | Wagner Bazin WB WB2                | Wagner Bazin WB WB2 |
| ------------------- | ---------------------------------- | ------------------- |
| Num                 | Coureur                            | Pos                 |
| 91                  | Jocelyn Baguelin (FRA)             | 38e                 |
| 92                  | Johan Meens (BEL)                  | AB                  |
| 93                  | Victor Papon (FRA)                 | AB                  |
| 94                  | Tom Portsmouth (GBR)               | 37e                 |
| 95                  | Henri-François Renard-Haquin (FRA) | 22e                 |
| 97                  | Jelle Vermoote (BEL)               | 93e                 |

| Team Novo Nordisk TNN | Team Novo Nordisk TNN   | Team Novo Nordisk TNN |
| --------------------- | ----------------------- | --------------------- |
| Num                   | Coureur                 | Pos                   |
| 101                   | Sam Brand (GBR)         | 82e                   |
| 102                   | Declan Irvine (AUS)     | AB                    |
| 103                   | Matyáš Kopecký (CZE)    | 7e                    |
| 104                   | Antonio Polga (ITA)     | 79e                   |
| 105                   | Umberto Poli (ITA)      | AB                    |
| 106                   | Filippo Ridolfo (ITA)   | 95e                   |
| 107                   | Célestin Wattelle (FRA) | AB                    |

| Uno-X Mobility UXM | Uno-X Mobility UXM            | Uno-X Mobility UXM |
| ------------------ | ----------------------------- | ------------------ |
| Num                | Coureur                       | Pos                |
| 111                | Sakarias Koller Løland (NOR)  | 8e                 |
| 112                | Stian Fredheim (NOR)          | 35e                |
| 113                | Rasmus Bøgh Wallin (DEN)      | 55e                |
| 114                | Henrik Pedersen (DEN)         | 12e                |
| 115                | Magnus Kulset (NOR)           | 58e                |
| 116                | Jonas Iversby Hvideberg (NOR) | 36e                |
| 117                | Martin Urianstad Bugge (NOR)  | 56e                |

| Equipo Kern Pharma EKP | Equipo Kern Pharma EKP            | Equipo Kern Pharma EKP |
| ---------------------- | --------------------------------- | ---------------------- |
| Num                    | Coureur                           | Pos                    |
| 121                    | Francisco Galván (ESP)            | 15e                    |
| 122                    | Haimar Etxeberria (ESP)           | AB                     |
| 123                    | Antonio Jesús Soto (ESP)          | 18e                    |
| 124                    | Mikel Retegi (ESP)                | 73e                    |
| 125                    | Hugo Aznar (ESP)                  | 96e                    |
| 126                    | Ibai Azanza (ESP)                 | 61e                    |
| 127                    | Miguel Ángel Fernández Ruiz (ESP) | 75e                    |

| Arkéa-B&B Hotels ARK | Arkéa-B&B Hotels ARK    | Arkéa-B&B Hotels ARK |
| -------------------- | ----------------------- | -------------------- |
| Num                  | Coureur                 | Pos                  |
| 131                  | Anthony Delaplace (FRA) | 25e                  |
| 132                  | Simon Guglielmi (FRA)   | 51e                  |
| 133                  | Clément Venturini (FRA) | 11e                  |
| 134                  | Ewen Costiou (FRA)      | 4e                   |
| 135                  | Lucas Janssen (NED)     | AB                   |
| 136                  | Paul Thierry (FRA)      | 87e                  |
| 137                  | Baptiste Poulard (FRA)  | 32e                  |

| St. Michel-Preference Home-Auber 93 AUB | St. Michel-Preference Home-Auber 93 AUB | St. Michel-Preference Home-Auber 93 AUB |
| --------------------------------------- | --------------------------------------- | --------------------------------------- |
| Num                                     | Coureur                                 | Pos                                     |
| 141                                     | Lucas Bénéteau (FRA)                    | 90e                                     |
| 142                                     | Nicolas Breuillard (FRA)                | 26e                                     |
| 143                                     | Romain Cardis (FRA)                     | AB                                      |
| 144                                     | Alan Riou (FRA)                         | AB                                      |
| 145                                     | Dillon Corkery (IRL)                    | 14e                                     |
| 146                                     | Théo Delacroix (FRA)                    | 13e                                     |
| 147                                     | Yohann Simon (FRA)                      | 92e                                     |

| Van Rysel-Roubaix VRR | Van Rysel-Roubaix VRR     | Van Rysel-Roubaix VRR |
| --------------------- | ------------------------- | --------------------- |
| Num                   | Coureur                   | Pos                   |
| 151                   | Baptiste Planckaert (BEL) | 83e                   |
| 152                   | Kévin Avoine (FRA)        | 80e                   |
| 153                   | Rémi Capron (FRA)         | 39e                   |
| 154                   | Célestin Guillon (FRA)    | 81e                   |
| 155                   | Maxime Jarnet (FRA)       | 16e                   |
| 156                   | Kenny Molly (BEL)         | 64e                   |
| 157                   | Killian Théot (FRA)       | 84e                   |

| CIC U Nantes UCN | CIC U Nantes UCN        | CIC U Nantes UCN |
| ---------------- | ----------------------- | ---------------- |
| Num              | Coureur                 | Pos              |
| 161              | Yaël Joalland (FRA)     | 47e              |
| 162              | Joris Chaussinand (FRA) | 70e              |
| 163              | Corentin Devroute (FRA) | AB               |
| 164              | Maël Guégan (FRA)       | AB               |
| 165              | Antoine Hue (FRA)       | AB               |
| 166              | Lenaïc Langella (FRA)   | AB               |
| 167              | Axel Mariault (FRA)     | 54e              |

| Unibet Tietema Rockets RKT | Unibet Tietema Rockets RKT | Unibet Tietema Rockets RKT |
| -------------------------- | -------------------------- | -------------------------- |
| Num                        | Coureur                    | Pos                        |
| 171                        | Adam Ťoupalík (CZE)        | 19e                        |
| 172                        | Andreas Stokbro (DEN)      | AB                         |
| 173                        | Axel Huens (FRA)           | 91e                        |
| 174                        | Charles Paige (GBR)        | 69e                        |
| 175                        | Tomáš Kopecký (CZE)        | 48e                        |
| 176                        | Lander Loockx (BEL)        | 1er                        |
| 177                        | Abram Stockman (BEL)       | 62e                        |

| Decathlon-AG2R La Mondiale DAT | Decathlon-AG2R La Mondiale DAT | Decathlon-AG2R La Mondiale DAT |
| ------------------------------ | ------------------------------ | ------------------------------ |
| Num                            | Coureur                        | Pos                            |
| 1                              | Léo Bisiaux (FRA)              | 5e                             |
| 2                              | Louic Boussemaere (BEL)        | AB                             |
| 3                              | Noa Isidore (FRA)              | 49e                            |
| 4                              | Jordan Labrosse (FRA)          | AB                             |
| 5                              | Nans Peters (FRA)              | 50e                            |
| 6                              | Paul Seixas (FRA)              | 2e                             |
| 7                              | Aubin Sparfel (FRA)            | 24e                            |

| Euskaltel-Euskadi EUS | Euskaltel-Euskadi EUS    | Euskaltel-Euskadi EUS |
| --------------------- | ------------------------ | --------------------- |
| Num                   | Coureur                  | Pos                   |
| 11                    | Xabier Isasa (ESP)       | 74e                   |
| 12                    | Paul Hennequin (FRA)     | AB                    |
| 13                    | Unai Zubeldia (ESP)      | 65e                   |
| 14                    | Danny van der Tuuk (POL) | 71e                   |
| 15                    | Iker Mintegi (ESP)       | 20e                   |
| 16                    | Ander Ganzabal (ESP)     | 40e                   |

| Nice Métropole Côte d'Azur NMC | Nice Métropole Côte d'Azur NMC | Nice Métropole Côte d'Azur NMC |
| ------------------------------ | ------------------------------ | ------------------------------ |
| Num                            | Coureur                        | Pos                            |
| 21                             | Andrei Carbunarea (ROU)        | AB                             |
| 22                             | Damien Girard (FRA)            | 67e                            |
| 23                             | Andrea Mifsud                  | 33e                            |
| 25                             | Alexander Konijn (NED)         | 63e                            |
| 26                             | Axel Narbonne-Zuccarelli (FRA) | 60e                            |
| 27                             | Carter Guichard (NZL)          | AB                             |

| Intermarché-Wanty IWA | Intermarché-Wanty IWA   | Intermarché-Wanty IWA |
| --------------------- | ----------------------- | --------------------- |
| Num                   | Coureur                 | Pos                   |
| 31                    | Louis Barré (FRA)       | 3e                    |
| 32                    | Francesco Busatto (ITA) | 43e                   |
| 33                    | Simone Gualdi (ITA)     | 27e                   |
| 34                    | Victor Hannes (BEL)     | 72e                   |
| 35                    | Gerben Kuypers (BEL)    | 94e                   |
| 36                    | Luca Van Boven (BEL)    | 53e                   |
| 37                    | Lorenzo Rota (ITA)      | 23e                   |

| Team TotalEnergies TEN | Team TotalEnergies TEN   | Team TotalEnergies TEN |
| ---------------------- | ------------------------ | ---------------------- |
| Num                    | Coureur                  | Pos                    |
| 41                     | Alexys Brunel (FRA)      | 42e                    |
| 42                     | Joris Delbove (FRA)      | 34e                    |
| 43                     | Alexandre Delettre (FRA) | 28e                    |
| 44                     | Sandy Dujardin (FRA)     | 10e                    |
| 45                     | Rayan Boulahoite (FRA)   | AB                     |
| 46                     | Nicola Marcerou (FRA)    | AB                     |
| 47                     | Geoffrey Soupe (FRA)     | 85e                    |

| Groupama-FDJ GFC | Groupama-FDJ GFC                | Groupama-FDJ GFC |
| ---------------- | ------------------------------- | ---------------- |
| Num              | Coureur                         | Pos              |
| 51               | Rémi Cavagna (FRA)              | 44e              |
| 52               | Thibaud Gruel (FRA)             | 6e               |
| 53               | Guillaume Martin-Guyonnet (FRA) | 52e              |
| 54               | Eliott Boulet (FRA)             | 88e              |
| 55               | Maximilian Cushway (FRA)        | AB               |
| 56               | Maxime Decomble (FRA)           | 31e              |
| 57               | Baptiste Grégoire (FRA)         | 66e              |

| VF Group-Bardiani CSF-Faizanè VBF | VF Group-Bardiani CSF-Faizanè VBF | VF Group-Bardiani CSF-Faizanè VBF |
| --------------------------------- | --------------------------------- | --------------------------------- |
| Num                               | Coureur                           | Pos                               |
| 61                                | Federico Biagini (ITA)            | 77e                               |
| 62                                | Luca Colnaghi (ITA)               | 89e                               |
| 63                                | Lorenzo Conforti (ITA)            | 76e                               |
| 64                                | Filippo Fiorelli (ITA)            | 21e                               |
| 65                                | Filippo Magli (ITA)               | 30e                               |
| 67                                | Enrico Zanoncello (ITA)           | 17e                               |

| Caja Rural-Seguros RGA CJR | Caja Rural-Seguros RGA CJR | Caja Rural-Seguros RGA CJR |
| -------------------------- | -------------------------- | -------------------------- |
| Num                        | Coureur                    | Pos                        |
| 71                         | Eduard Prades (ESP)        | 57e                        |
| 72                         | Sergi Darder (ESP)         | AB                         |
| 73                         | Álex Díaz (ESP)            | 41e                        |
| 74                         | Javier Ibáñez (ESP)        | 78e                        |
| 75                         | Joseba López (ESP)         | 68e                        |
| 76                         | Iúri Leitão (POR)          | AB                         |
| 77                         | Francisco Peñuela (VEN)    | 46e                        |

| Cofidis COF | Cofidis COF                | Cofidis COF |
| ----------- | -------------------------- | ----------- |
| Num         | Coureur                    | Pos         |
| 81          | Benjamin Thomas (FRA)      | 9e          |
| 82          | Valentin Ferron (FRA)      | 29e         |
| 83          | Nicolas Debeaumarché (FRA) | 86e         |
| 84          | Oliver Knight (GBR)        | AB          |
| 85          | Paul Ourselin (FRA)        | 59e         |
| 86          | Anthony Perez (FRA)        | 45e         |

| Wagner Bazin WB WB2 | Wagner Bazin WB WB2                | Wagner Bazin WB WB2 |
| ------------------- | ---------------------------------- | ------------------- |
| Num                 | Coureur                            | Pos                 |
| 91                  | Jocelyn Baguelin (FRA)             | 38e                 |
| 92                  | Johan Meens (BEL)                  | AB                  |
| 93                  | Victor Papon (FRA)                 | AB                  |
| 94                  | Tom Portsmouth (GBR)               | 37e                 |
| 95                  | Henri-François Renard-Haquin (FRA) | 22e                 |
| 97                  | Jelle Vermoote (BEL)               | 93e                 |

| Team Novo Nordisk TNN | Team Novo Nordisk TNN   | Team Novo Nordisk TNN |
| --------------------- | ----------------------- | --------------------- |
| Num                   | Coureur                 | Pos                   |
| 101                   | Sam Brand (GBR)         | 82e                   |
| 102                   | Declan Irvine (AUS)     | AB                    |
| 103                   | Matyáš Kopecký (CZE)    | 7e                    |
| 104                   | Antonio Polga (ITA)     | 79e                   |
| 105                   | Umberto Poli (ITA)      | AB                    |
| 106                   | Filippo Ridolfo (ITA)   | 95e                   |
| 107                   | Célestin Wattelle (FRA) | AB                    |

| Uno-X Mobility UXM | Uno-X Mobility UXM            | Uno-X Mobility UXM |
| ------------------ | ----------------------------- | ------------------ |
| Num                | Coureur                       | Pos                |
| 111                | Sakarias Koller Løland (NOR)  | 8e                 |
| 112                | Stian Fredheim (NOR)          | 35e                |
| 113                | Rasmus Bøgh Wallin (DEN)      | 55e                |
| 114                | Henrik Pedersen (DEN)         | 12e                |
| 115                | Magnus Kulset (NOR)           | 58e                |
| 116                | Jonas Iversby Hvideberg (NOR) | 36e                |
| 117                | Martin Urianstad Bugge (NOR)  | 56e                |

| Equipo Kern Pharma EKP | Equipo Kern Pharma EKP            | Equipo Kern Pharma EKP |
| ---------------------- | --------------------------------- | ---------------------- |
| Num                    | Coureur                           | Pos                    |
| 121                    | Francisco Galván (ESP)            | 15e                    |
| 122                    | Haimar Etxeberria (ESP)           | AB                     |
| 123                    | Antonio Jesús Soto (ESP)          | 18e                    |
| 124                    | Mikel Retegi (ESP)                | 73e                    |
| 125                    | Hugo Aznar (ESP)                  | 96e                    |
| 126                    | Ibai Azanza (ESP)                 | 61e                    |
| 127                    | Miguel Ángel Fernández Ruiz (ESP) | 75e                    |

| Arkéa-B&B Hotels ARK | Arkéa-B&B Hotels ARK    | Arkéa-B&B Hotels ARK |
| -------------------- | ----------------------- | -------------------- |
| Num                  | Coureur                 | Pos                  |
| 131                  | Anthony Delaplace (FRA) | 25e                  |
| 132                  | Simon Guglielmi (FRA)   | 51e                  |
| 133                  | Clément Venturini (FRA) | 11e                  |
| 134                  | Ewen Costiou (FRA)      | 4e                   |
| 135                  | Lucas Janssen (NED)     | AB                   |
| 136                  | Paul Thierry (FRA)      | 87e                  |
| 137                  | Baptiste Poulard (FRA)  | 32e                  |

| St. Michel-Preference Home-Auber 93 AUB | St. Michel-Preference Home-Auber 93 AUB | St. Michel-Preference Home-Auber 93 AUB |
| --------------------------------------- | --------------------------------------- | --------------------------------------- |
| Num                                     | Coureur                                 | Pos                                     |
| 141                                     | Lucas Bénéteau (FRA)                    | 90e                                     |
| 142                                     | Nicolas Breuillard (FRA)                | 26e                                     |
| 143                                     | Romain Cardis (FRA)                     | AB                                      |
| 144                                     | Alan Riou (FRA)                         | AB                                      |
| 145                                     | Dillon Corkery (IRL)                    | 14e                                     |
| 146                                     | Théo Delacroix (FRA)                    | 13e                                     |
| 147                                     | Yohann Simon (FRA)                      | 92e                                     |

| Van Rysel-Roubaix VRR | Van Rysel-Roubaix VRR     | Van Rysel-Roubaix VRR |
| --------------------- | ------------------------- | --------------------- |
| Num                   | Coureur                   | Pos                   |
| 151                   | Baptiste Planckaert (BEL) | 83e                   |
| 152                   | Kévin Avoine (FRA)        | 80e                   |
| 153                   | Rémi Capron (FRA)         | 39e                   |
| 154                   | Célestin Guillon (FRA)    | 81e                   |
| 155                   | Maxime Jarnet (FRA)       | 16e                   |
| 156                   | Kenny Molly (BEL)         | 64e                   |
| 157                   | Killian Théot (FRA)       | 84e                   |

| CIC U Nantes UCN | CIC U Nantes UCN        | CIC U Nantes UCN |
| ---------------- | ----------------------- | ---------------- |
| Num              | Coureur                 | Pos              |
| 161              | Yaël Joalland (FRA)     | 47e              |
| 162              | Joris Chaussinand (FRA) | 70e              |
| 163              | Corentin Devroute (FRA) | AB               |
| 164              | Maël Guégan (FRA)       | AB               |
| 165              | Antoine Hue (FRA)       | AB               |
| 166              | Lenaïc Langella (FRA)   | AB               |
| 167              | Axel Mariault (FRA)     | 54e              |

| Unibet Tietema Rockets RKT | Unibet Tietema Rockets RKT | Unibet Tietema Rockets RKT |
| -------------------------- | -------------------------- | -------------------------- |
| Num                        | Coureur                    | Pos                        |
| 171                        | Adam Ťoupalík (CZE)        | 19e                        |
| 172                        | Andreas Stokbro (DEN)      | AB                         |
| 173                        | Axel Huens (FRA)           | 91e                        |
| 174                        | Charles Paige (GBR)        | 69e                        |
| 175                        | Tomáš Kopecký (CZE)        | 48e                        |
| 176                        | Lander Loockx (BEL)        | 1er                        |
| 177                        | Abram Stockman (BEL)       | 62e                        |